# ティム・ロビンス
ティム・ロビンス（Tim Robbins, 1958年10月16日 - ）は、俳優、映画監督。アメリカ合衆国カリフォルニア州ウエストコビナ出身。童顔でありながら身長195cmの大柄な俳優。日本では『ショーシャンクの空に』の主演や『ミスティック・リバー』でのアカデミー助演男優賞受賞者として知られている。

## 経歴
カリフォルニアで生まれ、子供の時にグリニッジ・ヴィレッジに移る。父親のギル・ロビンスはミュージシャン、母親のメアリーは女優。12歳の時から演劇に関わるようになり、ニューヨーク州立大学プラッツバーグ校で2年学び、UCLAのフィルム・スクールでさらに学ぶ。卒業後の1981年、ロサンゼルスにて劇団アクターズ・ギャングを立ち上げた。
1984年に映画デビュー。小さな役が続くが、1988年の『さよならゲーム』でマイナーリーグの新人投手を演じて注目される。また、この作品で後にパートナーとなるスーザン・サランドンと出会った。1992年にはロバート・アルトマンの『ザ・プレイヤー』で主演を務める。同年、初監督となる『ボブ★ロバーツ』を完成させる。1995年には死刑制度をテーマにした『デッドマン・ウォーキング』を監督し、自身もオスカーにノミネートされ、当時のパートナーで主演のスーザン・サランドンにアカデミー主演女優賞をもたらした。
2003年、『ミスティック・リバー』でアカデミー助演男優賞とゴールデングローブ賞 助演男優賞、スクリーン・アクターズ・ギルド（SAG）賞を受賞。

### そのほかの活動
2011年、アルバム『TIM ROBBINS & THE ROGUES GALLERY BAND　ティム・ロビンス・アンド・ザ・ロウグス・ギャラリー・バンド』を発売し、俳優だけでなく音楽家としても活動の幅を広げている。

### 私生活
「死刑制度反対」や「イラク戦争反対」などの政治的発言を活発に行い、2007年3月18日にニューヨークで行われたイラク戦争反対デモにも参加している。そのため、スタジアムでの観戦拒否、大手新聞の取材記事の撤回など不遇を被ったことをミスティック・リバーのメイキング映像中で語っている。
スーザン・サランドンとの間に息子2人をもうけ、共にニューヨークに住んでいたが、2009年にパートナー関係を解消。

### 来日
自身が監督した『クレイドル・ウィル・ロック』のプロモーションの為、2000年8月に当時のパートナーのスーザン・サランドンと共に来日している。その際には帝国ホテルで来日記者会見を行った。プロモーション以外では、2011年8月に自らのバンドを率いて来日。ブルーノート東京にて数回ライブ公演を行った。

## 出演作品

### 映画
| 公開年 | 邦題 原題                                                               | 役名                           | 備考                                                   | 日本語吹き替え |
| ------ | ----------------------------------------------------------------------- | ------------------------------ | ------------------------------------------------------ | --- |
| 1983   | クォーターバック・プリンセス Quarterback Princess                       | マーヴィン                     | テレビ映画                                             | |
| 1984   | トイ・ソルジャー/壮絶!ゲリラに挑むアマチュア決死隊 Toy Soldiers         | ボー                           |                                                        | |
| 1984   | 恋人ゲーム No Small Affair                                              | ネルソン                       |                                                        | 梁田清之 |
| 1985   | シュア・シング The Sure Thing                                           | ゲイリー・クーパー             |                                                        | |
| 1985   | バージン・バケーション Fraternity Vacation                              | ラリー・タッカー               |                                                        | |
| 1986   | トップガン Top Gun                                                      | マーリン                       |                                                        | 小野健一（フジテレビ版） 坂詰貴之（日本テレビ版） 竹若拓磨（ソフト版） 斉藤瑞樹（テレビ東京版） 羽鳥佑（追加録音部分） |
| 1986   | ハワード・ザ・ダック/暗黒魔王の陰謀 Howard the Duck                     | フィル                         |                                                        | 大塚芳忠（フジテレビ版） 山口健（TBS版） 子安武人（VOD版）                                                             |
| 1987   | ファイブ・コーナーズ/危険な天使たち Five Corners                        | ハリー                         |                                                        | |
| 1988   | テープ・ヘッズ Tapeheads                                                | ジョシュ                       |                                                        | |
| 1988   | さよならゲーム Bull Durham                                              | エディ・カルヴィン・ラルーシュ |                                                        | 安原義人（テレビ朝日版） 池田秀一（JAL版） 中尾隆聖（ANA版） TBA（機内上映版3）                                        |
| 1989   | ツイスター/大富豪といかれた家族たち Twister                             | ジェフ                         |                                                        | |
| 1989   | ミス・ファイヤークラッカー Miss Firecracker                             | デルモント                     |                                                        | |
| 1989   | エリック・ザ・バイキング/バルハラへの航海 Erik the Viking               | エリック                       |                                                        | |
| 1990   | キャデラック・マン Cadillac Man                                         | ラリー                         |                                                        | 島田敏（VHS版） 堀内賢雄（テレビ東京版）                                                                               |
| 1990   | ジェイコブス・ラダー Jacob's Ladder                                     | ジェイコブ・シンガー           |                                                        | 山寺宏一（ソフト版） 安原義人（日本テレビ版）                                                                          |
| 1991   | ジャングル・フィーバー Jungle Fever                                     | ジェリー                       |                                                        | |
| 1992   | ザ・プレイヤー The Player                                               | グリフィン・ミル               | カンヌ国際映画祭 男優賞 受賞 ゴールデングローブ賞 受賞 | 牛山茂（ソフト版） 堀内賢雄（テレビ朝日版）                                                                            |
| 1992   | ボブ★ロバーツ Bob Roberts                                               | ボブ・ロバーツ                 | 監督/脚本/出演                                         | 大塚芳忠 |
| 1993   | ショート・カッツ Short Cuts                                             | ジーン・シェパード             |                                                        | |
| 1994   | 未来は今 The Hudsucker Proxy                                            | ノーヴィル・バーンズ           |                                                        | 宮本充（パイオニアLDC版） 堀内賢雄（ユニバーサル版）                                                                   |
| 1994   | ショーシャンクの空に The Shawshank Redemption                           | アンディ                       |                                                        | 大塚芳忠（ソフト版） 安原義人（TBS版） 平田広明（機内上映版）                                                          |
| 1994   | プレタポルテ Prêt-à-Porter                                              | ジョー・フリン                 |                                                        | 江原正士 |
| 1994   | 星に想いを I.Q.                                                         | エド・ウォルターズ             |                                                        | 大塚芳忠 |
| 1997   | ナッシング・トゥ・ルーズ Nothing to Lose                                | ニック                         |                                                        | 大塚芳忠 |
| 1998   | 隣人は静かに笑う Arlington Road                                         | オリヴァー・ラング             |                                                        | 山路和弘（ソフト版） 家中宏（テレビ東京版）                                                                            |
| 1999   | オースティン・パワーズ:デラックス Austin Powers: The Spy Who Shagged Me | 大統領                         |                                                        | 野島昭生 |
| 2000   | ミッション・トゥ・マーズ Mission to Mars                                | ウッディ・ブレイク             |                                                        | 谷口節 |
| 2000   | ハイ・フィデリティ High Fidelity                                        | イアン・レイモンド             |                                                        | 石塚運昇 |
| 2001   | サベイランス -監視- Antitrust                                           | ゲーリー・ウインストン         |                                                        | 大塚芳忠 |
| 2001   | ヒューマン・ネイチュア Human Nature                                     | ネイサン                       |                                                        | 山路和弘 |
| 2002   | シャレード The Truth About Charlie                                      | カーソン・J・ドイル            |                                                        | |
| 2003   | ミスティック・リバー Mystic River                                       | デイヴ・ボイル                 | アカデミー助演男優賞 受賞 ゴールデングローブ賞 受賞    | てらそままさき |
| 2003   | CODE46 Code 46                                                          | ウィリアム                     |                                                        | 大塚芳忠 |
| 2004   | 俺たちニュースキャスター Anchorman: The Legend of Ron Burgundy          | 公共テレビのニュースキャスター | クレジットなし                                         | |
| 2005   | 宇宙戦争 War of the Worlds                                              | ハーラン・オギルビー           |                                                        | てらそままさき |
| 2005   | あなたになら言える秘密のこと La Vida secreta de las palabras            | ジョゼフ                       |                                                        | 堀内賢雄 |
| 2005   | ザスーラ Zathura                                                        | パパ                           |                                                        | 井上和彦（劇場公開版） 大塚芳忠（日本テレビ版）                                                                        |
| 2006   | 輝く夜明けに向かって Catch a Fire                                       | ニック・フォス                 |                                                        | 井上和彦 |
| 2006   | テネイシャスD 運命のピックをさがせ! Tenacious D in The Pick of Destiny  | 謎の男                         |                                                        | 楠見尚己 |
| 2007   | NOISE ノイズ Noise                                                      | デヴィッド・オウエン           |                                                        | |
| 2008   | それぞれの空に The Lucky Ones                                           | フレッド                       |                                                        | |
| 2008   | エンバー 失われた光の物語 City of Ember                                 | ロリス・ハロウ                 |                                                        | 相沢まさき |
| 2011   | グリーン・ランタン Green Lantern                                        | ロバート・ハモンド             |                                                        | 金尾哲夫 |
| 2012   | Back to 1942                                                            | ミーガン                       | 中国映画                                               | |
| 2012   | 恋人はセックス依存症 Thanks for Sharing                                 | マイク                         |                                                        | |
| 2013   | ライフ・オブ・クライム Life of Crime                                    | フランク                       |                                                        | |
| 2014   | ウェルカム・トゥ・ミー Welcome to Me                                    | Dr. モファット                 |                                                        | |
| 2015   | ロープ/戦場の生命線 A Perfect Day                                       | ビー                           |                                                        | （吹き替え版なし） |
| 2019   | VHYes                                                                   | ロジャー・ハンドリー3世        |                                                        | N/A |
| 2019   | ダーク・ウォーターズ 巨大企業が恐れた男 Dark Waters                     | トム・タープ                   |                                                        | （吹き替え版なし） |

### テレビ
| 放映年 | 邦題 原題                                              | 役名                         | 備考                                                              | 日本語吹き替え |
| ------ | ------------------------------------------------------ | ---------------------------- | ----------------------------------------------------------------- | -------------- |
| 1986   | 世にも不思議なアメージング・ストーリー Amazing Stories | Jordan's Phantom             | 「鏡よ鏡…」                                                       |                |
| 1986   | こちらブルームーン探偵社 Moonlighting                  | 冒頭の殺し屋                 | 第1シーズン第2話「殺し屋から依頼が!（Gunfight at So-so Corral）」 | 田中秀幸       |
| 1999   | ザ・シンプソンズ The Simpsons                          | ジム・ホープ                 | 声の出演 第11シーズン第9話「ファンゾーが街にやってくる」          |                |
| 2015   | THE BRINK/史上最低の作戦 The Brink                     | ウォルター・ラーソン         | 兼製作 計10話出演                                                 | 安原義人       |
| 2018   | HERE AND NOW 〜家族のカタチ〜 Here and Now             | グレッグ・ボートライト       | 計10話出演                                                        | 菅生隆之       |
| 2019   | キャッスルロック Castle Rock                           | レジナルド・“ポップ”・メリル | 計10話出演                                                        | 安原義人       |
| 2023   | サイロ Silo                                            | バーナード・ホーランド       | メインキャスト                                                    | 森田順平       |
| TBA    | The Power                                              | Daniel Dandon                |                                                                   |                |

## 監督・製作
| 公開年 | 邦題 原題                                   | 担当           | 備考 |
| ------ | ------------------------------------------- | -------------- | ---- |
| 1992   | ボブ★ロバーツ Bob Roberts                   | 監督/脚本/出演 |      |
| 1995   | デッドマン・ウォーキング Dead Man Walking   | 監督/脚本/製作 |      |
| 1999   | クレイドル・ウィル・ロック Cradle Will Rock | 監督/脚本/製作 |      |

## 参照
1. ↑  Grimes, William (2011年4月9日). “Gil Robbins, Folk Musician, Dies at 80”. The New York Times
2. ↑  “Folk singer Gil Robbins dies at 80”. CBC News. (2011年4月11日) 2011年4月14日閲覧。
3. ↑  “Tim Robbins Biography”. 2007年11月1日閲覧。
4. ↑  “Ancestry of Tim Robbins”. 2007年11月1日閲覧。
5. ↑  “Tim Robbins”. The New York Times 2009年8月23日閲覧。
6. ↑   “年の瀬に、20余年連れ添ったハリウッド熟年カップルがまさかの破局！”.   シネマカフェ (2009.12.25 Fri). 2022年5月20日閲覧。